# Литл-Тетфорд
Литл-Тетфорд /ˈθɛtfɔːrd/ — небольшая деревня в общине Тетфорд, в 3 милях к югу от Или в Кембриджшире, Англия, примерно в 76 милях по дороге от Лондона. Деревня построена на острове из валунного суглинка, окружённом равнинными Фенскими болотами, местностью, типичной для поселений в этой части Восточной Англии.
В эпоху мезолита болотистая местность была преимущественно сухой и покрытой лесами, хотя и подвергалась вторжениям солёной и пресной воды. Болота и озёра этой болотистой местности, возможно, были труднодоступны для проживания, за исключением сезонного проживания, однако имеются свидетельства того, что на острове жили люди со времён позднего неолита; дамба бронзового века связывала деревню с близлежащим Барвеем на юго-востоке. В ходе исследования, предшествовавшего застройке деревни в 1995 году, были обнаружены ферма и большая печь для обжига плитки романо-британского происхождения; дальнейшие исследования выявили более раннее поселение доримского железного века. Римская дорога Акеман-стрит проходила через северо-западный угол общины, а затерянная англосаксонская деревня VII века Кратендун может находиться неподалеку.
Древнеанглийское название X века — lȳtel Thiutforda, предполагает наличие брода через близлежащую реку Грейт-Уз, которая сегодня образует большую часть восточной границы деревни. В 1007 году англосаксонская дворянка по имени Ælfwaru передала свои земли в Кембриджшире и Норфолке, включая «земли в Тетфорде и рыбные промыслы вокруг тех болот», аббатам аббатства Или; деревня по-прежнему числилась как рыбный промысел в Книге Страшного суда, 79 лет спустя. Другими основными видами деятельности в то время были пастбищное земледелие, а также сбор тростника, торфа и камыша. Осушение земель, начавшееся в XVII веке, позволило заняться пахотным земледелием, которое продолжается и по сей день. В конце XIX века в неглубоких карьерах вокруг деревни добывали копролит — богатое фосфатом ископаемое, используемое в качестве удобрения.
Литл-Тетфорд сопротивлялся парламентским законам о закрытии территорий Вильгельма IV в течение семи лет, что, возможно, привело к появлению сильного баптистского движения среди бедняков деревни. Около половины Литл-Тетфорда в конечном итоге было огорожено в соответствии с Законом Виктории об огораживании Тетфорда.
Наводнение на реке, в результате которого пострадало 30 человек в графствах Англии в марте 1947 года привели к выходу реки Грейт-Уз из берегов в районе Литл-Тетфорда. Сильные дожди после очень суровой зимы привели к выходу из берегов множества рек по всей Англии и восточному Уэльсу. Это было самое сильное наводнение за последние двести лет. Демонтированная железная дорога Эли и Сент-Айвс пересекала дорогу A10 на углу Тетфорда. Участок линии Фен от станции Кембридж до станции Или проходит через восточную часть деревни. Занимая площадь в 2 мили² и с населением 792 человека Литл-Тетфорд является самой маленькой общиной в округе Стрэтхэм; примечательные здания в деревне датируются XIV веком.